# 舞蹈大厦
舞蹈大厦（德语: Tanzende Türme）又名“探戈大厦”（Tango-Türme），是德国汉堡的两座高层建筑，分别高85和75米，位于圣保利区绳索街东端的三角地带（绳索街1号）。它是由海帝·特朗尼的BRT 建筑师事务所设计，建于2012年。投资金额约为1.8亿欧元。两座大厦象征一对跳探戈舞的男女。大厦内设有办公空间，美食，广播电台和音乐俱乐部Mojo Club。

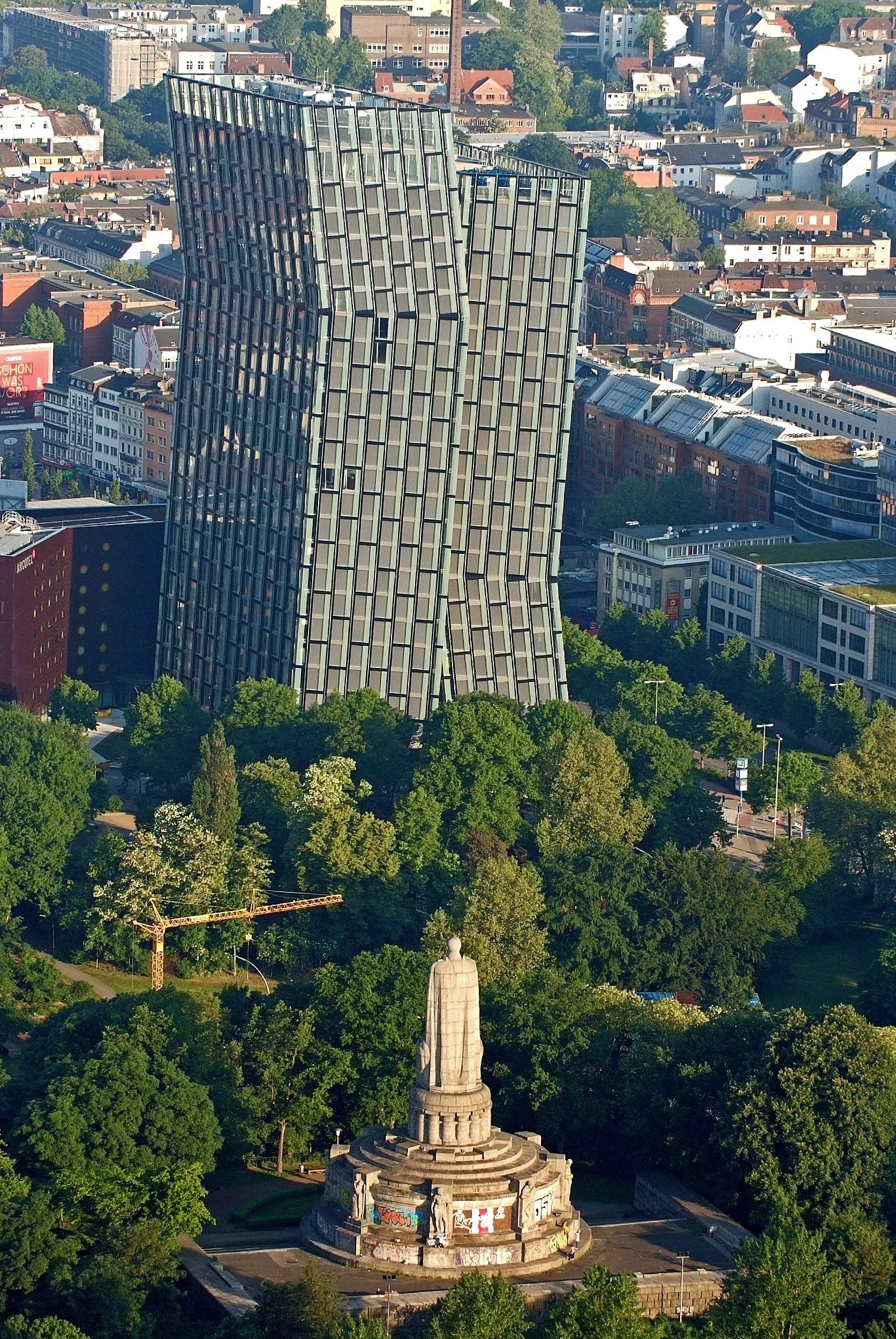